# Магарилл, Софья Зиновьевна
Со́фья Зино́вьевна Магари́лл (при рождении Софья Зеликовна Магарил; 5 апреля 1900, Витебск — 15 октября 1943, Алма-Ата, Казахская ССР) — советская актриса театра и кино. Заслуженная артистка Республики (1935). 

## Биография
Родилась 5 апреля 1900 года в Витебске. Отец — петроградский купец первой гильдии Арон-Зелик Гиршевич (Зелик Григорьевич, Зиновий Григорьевич) Магарил (1875—?) — владел строительной конторой до революции и в период НЭПа; до 1924 года жил с семьёй на 2-й Рождественской (Советской) улице, № 21. Мать — Лея Хаимовна Магарил. Семья поселилась в Петрограде в 1915 году.
До 1925 года училась в Театральной студии А. Морозова, в мастерской ФЭКС под руководством режиссёров Григория Козинцева и Леонида Трауберга, окончила Институт сценических искусств (1925). С 1923 года и до конца жизни была замужем за Григорием Козинцевым. Жила с родителями на Моховой улице, 37 (в этом доме располагалось отцовское товарищество, впоследствии строительная контора, «Гурвич Н. С. и Магарил 3. Г.»), позже с мужем на улице Красных Зорь (Кировский проспект), 27, кв. 32.
В кино начала сниматься с 1924 года. Дебютировала эпизодическими ролями у режиссёров Н. В. Петрова и Б. Н. Светлова, затем, помимо Г. М. Козинцева и Л. З. Трауберга, сотрудничала с режиссёрами А. М. Роомом, В. Р. Гардиным, В. А. Брауном, С. А. Герасимовым, А. Н. Кольцатым, А. М. Файнциммером, В. И. Пудовкиным и другими.
В 1933—1936 годах прошла курс актёрской школы при «Ленфильме» под руководством Бориса Зона. С 1933 года работала в ленинградском Новом театре, была занята в постановке Николая Акимова «Святыня брака» по Э. Скрибу в Ленинградском мюзик-холле (1933). 
С 1941 года — актриса ЦОКС в эвакуации в Алма-Ате.
Умерла от брюшного тифа в эвакуации в Алма-Ате, заразившись им от Сергея Ермолинского, за которым ухаживала в больнице. Похоронена на Центральном кладбище Алма-Аты.

## Фильмография
- 1924 — Сердца и доллары — эпизод
- 1926 — Карьера Спирьки Шпандыря
- 1926 — Предатель — проститутка
- 1927 — Кастусь Калиновский — панна Ядвига
- 1927 — С. В. Д. (Союз Великого Дела) — Вышневская
- 1929 — Новый Вавилон — актриса
- 1930 — Города и годы — Мари Урбах
- 1930 — Двадцать два несчастья — Маргарита
- 1930 — Счастливый кент — Сюзи
- 1930 — Наши девушки — Нина
- 1932 — Для вас найдётся работа — Анна
- 1932 — Гайль Москау
- 1932 — Две встречи — Елена Белова
- 1932 — Слава мира  — Марта Форст
- 1933 — Частный случай — Любовь Аборина
- 1934 — Поручик Киже — фрейлина Екатерина Нелидова
- 1934 — Секрет фирмы — Левина
- 1938 — Враги — Татьяна Луговая
- 1941 — Маскарад — баронесса Штраль
- 1942 — Убийцы выходят на дорогу — Марта